# (1898) Cowell
(1898) Cowell ist ein Asteroid des äußeren Hauptgürtels, der am 26. Oktober 1971 vom tschechischen Astronomen Luboš Kohoutek an der Hamburger Sternwarte in Bergedorf bei einer Helligkeit von 16,5 mag entdeckt wurde. Nachträglich konnte der Asteroid bereits auf Aufnahmen gefunden werden, die im Mai 1952 am Palomar-Observatorium in Kalifornien und im November 1960 am Goethe-Link-Observatorium in Indiana gemacht worden waren.
Der Asteroid wurde benannt nach dem britischen Astronomen Philip Herbert Cowell (1870–1949), Superintendent des Nautical Almanac Office von 1910 bis 1930 und Erfinder der bekannten Methode zur numerischen Integration der Umlaufbahnen von Kometen und Kleinplaneten. Die Namensgebung erfolgte auf einen Vorschlag von Brian Marsden hin.
Aufgrund seiner Bahneigenschaften wird er zur Themis-Familie gezählt.

## Wissenschaftliche Auswertung
Eine Auswertung von Beobachtungen durch das Projekt NEOWISE im nahen Infrarot führte 2012 zu vorläufigen Werten für den Durchmesser und die Albedo im sichtbaren Bereich von 15,0 km bzw. 0,10. Nach der Reaktivierung von NEOWISE im Jahr 2013 und Registrierung neuer Daten wurden die Werte 2016 angegeben mit 12,8 km bzw. 0,12, diese Angaben beinhalten aber hohe Unsicherheiten.

## Asteroidenpaar
(1898) Cowell bildet mit dem Asteroiden (954) Li ein quasi-complanares Asteroidenpaar. Sie besitzen sehr ähnliche Bahnelemente, d. h. ihre Bahnformen sind fast gleich und sie bewegen sich nahezu in der gleichen Bahnebene, allerdings sind ihre Apsidenlinien deutlich gegeneinander verdreht. (1898) Cowell besitzt eine geringfügig größere Umlaufzeit um die Sonne als (954) Li, so dass er von dieser etwa alle 680 Jahre überholt wird. Für einen Zeitraum von etwa 90 Jahren führen die beiden Asteroiden dann als Quasisatelliten eine Pendelbewegung umeinander aus, allerdings ohne gravitativ aneinander gebunden zu sein, bevor sie sich wieder voneinander entfernen. In den 1000 Jahren um die derzeitige Epoche herum kommen sich die beiden Körper aber nicht näher als 3,6 Mio. km.